# (893) Leopoldina
(893) Leopoldina est un astéroïde évoluant dans la ceinture principale, découvert le 31 mai 1918 par l'astronome allemand Max Wolf depuis l'observatoire du Königstuhl.
Il est nommé en référence à l'Académie allemande des sciences Leopoldina.